# شورش گنکو
شورش گنکو (به ژاپنی: 元弘の乱 Genkō no Ran) یک جنگ داخلی در ژاپن بود که به شوگون‌سالاری کاماکورا و قدرت خاندان هوجو در ژاپن پایان داد.